# Andesia oenistis
Andesia oenistis är en fjärilsart som beskrevs av George Francis Hampson 1905. Andesia oenistis ingår i släktet Andesia och familjen nattflyn. Inga underarter finns listade i Catalogue of Life.